# Claude Duphénieux
Claude Duphénieux est un homme politique français né le 9 août 1750 à Saint-Priest-de-Mareuil (Dordogne) et décédé le 3 avril 1826 à Cajarc (Lot).

## Biographie
Juge à Cajarc en 1789, il devient membre de l'administration du département du Lot. Il est député de 1791 à 1792, puis devient juge au tribunal civil de Figeac. Il est ensuite juge de paix puis secrétaire général de la préfecture du Lot sous le Premier Empire. Conseiller général, maire de Cajarc, il est député du Lot pendant les Cent-Jours, en 1815.

## Sources
- « Claude Duphénieux », dans Adolphe Robert et Gaston Cougny, Dictionnaire des parlementaires français, Edgar Bourloton, 1889-1891 [détail de l’édition]